# Campeonato Sul-Mato-Grossense de Futebol de 2023 - Série B
O Campeonato Sul-Mato-Grossense de Futebol de 2023 - Série B será a 24ª edição deste torneio futebolístico organizado pela FFMS. A competição será disputada por 7 equipes, entre 15 de outubro até 10 de dezembro.
Inicialmente, apenas os finalistas garantiriam o acesso a elite. No entanto, com o pedido de licenciamento do SERC, a FFMS decidiu que o clube eliminado na semifinal com a melhor campanha também será promovido. 

## Equipes participantes
A competição marcará a volta do Corumbaense, suspenso em 2020 por desistir do torneio alegando dificuldades financeiras; do Misto, que não disputava competições desde 2019; da participação de Águia Negra e do União ABC, rebaixados da primeira divisão do ano anterior; além do estreante São Gabriel, e da Portuguesa-MS, que não disputava competições estaduais desde 2013.
| Baixa | Equipes rebaixadas da Série A de 2022 |

| Equipe        | Cidade               | Campanha em 2022 | Títulos        |
| Águia Negra   | Rio Brilhante        | 9° lugar         | 1 (2001)       |
| Corumbaense   | Corumbá              | Não disputou     | 1 (2006)       |
| Misto         | Três Lagoas          | Não disputou     | 1 (2011)       |
| Náutico-MS    | Campo Grande         | 6º lugar         | 0 (não possui) |
| Portuguesa-MS | Campo Grande         | Não disputou     | 0 (não possui) |
| São Gabriel   | São Gabriel do Oeste | Não disputou     | 0 (não possui) |
| União ABC     | Campo Grande         | 10° lugar        | 0 (não possui) |

## Primeira fase
| Pos | Equipe        | Pts | J | V | E | D | GP | GC | SG  | Classificado |
| --- | ------------- | --- | - | - | - | - | -- | -- | --- | ------------ |
| 1   | Portuguesa-MS | 13  | 6 | 4 | 1 | 1 | 19 | 8  | +11 | Próxima fase |
| 2   | Corumbaense   | 13  | 6 | 4 | 1 | 1 | 10 | 5  | +5  | Próxima fase |
| 3   | Águia Negra   | 12  | 6 | 3 | 3 | 0 | 8  | 4  | +4  | Próxima fase |
| 4   | Náutico-MS    | 9   | 6 | 3 | 0 | 3 | 12 | 10 | +2  | Próxima fase |
| 5   | São Gabriel   | 7   | 6 | 2 | 1 | 3 | 8  | 12 | −4  |              |
| 6   | União ABC     | 3   | 6 | 1 | 0 | 5 | 6  | 11 | −5  |              |
| 7   | Misto         | 2   | 6 | 0 | 2 | 4 | 5  | 18 | −13 |              |

## Fase final
Em itálico, as equipes que possuem o mando de campo no primeiro confronto ou no jogo único; em negrito as equipes vencedoras.
| Aumento | Equipes promovidas à Série A de 2024 |

|  | Semifinais    | Semifinais  | Semifinais | Semifinais |   |               | Final | Final |
|  |               |             |            |            |   |               |       |       |
|  | Portuguesa-MS | 2           | 0          | 2 (6)      |   |               |       |       |
|  | Náutico-MS    | 1           | 1          | 2 (5)      |   |               |       |       |
|  | Náutico-MS    | 1           | 1          | 2 (5)      |   | Portuguesa-MS | 3     |       |
|  |               |             |            |            |   | Portuguesa-MS | 3     |       |
|  |               | Corumbaense | 0          |            |   |               |       |       |
|  | Corumbaense   | Corumbaense | 0          | 0          | 2 | 2 (7)         |       |       |
|  | Corumbaense   |             |            | 0          | 2 | 2 (7)         |       |       |
|  | Águia Negra   | 0           | 2          | 2 (6)      |   |               |       |       |

## Premiação
| Campeonato Sul-Mato-Grossense de 2023 - Série B |
| ----------------------------------------------- |
| Portuguesa-MS Campeão (1.º título)              |